# Alianza Anticomunista Argentina
Die Alianza Anticomunista Argentina (spanisch, abgekürzt AAA oder Triple A, deutsch etwa Antikommunistische Vereinigung Argentiniens) war eine regierungsnahe paramilitärische, rechtsextremistische und terroristische Gruppierung innerhalb des argentinischen Peronismus in den 1970er Jahren. Sie wurde häufig als Todesschwadron bezeichnet und war für zahlreiche Entführungen, Anschläge, politische Morde und das gewaltsame „Verschwindenlassen“ von meist linksgerichteten politischen Gegnern der Regierung verantwortlich. Nachdem 1976 die argentinische Militärdiktatur die Macht übernommen hatte, wurden die Methoden und Ziele der AAA weitgehend vom Militär und verdeckt operierenden, informellen Polizeieinheiten übernommen, wodurch die Organisation faktisch bedeutungslos wurde. Die Militärjunta benutzte sie jedoch noch einige Zeit als Vorwand, um einen externen Schuldigen für das von den Militärs systematisch und heimlich betriebene Verschwindenlassen, Foltern und Ermorden von Oppositionellen präsentieren zu können. Tatsächlich übernahmen einige ehemalige AAA-Mitglieder, die sich teilweise aus Militär und Polizei rekrutierten, zentrale Aufgaben im Unterdrückungsapparat der Diktatur.
Im Jahr 2006 entschied ein argentinisches Gericht, dass die Taten der Triple A zumindest teilweise als „Verbrechen gegen die Menschlichkeit“ zu bewerten seien. Diese unterliegen in Argentinien nicht der juristischen Verjährung, was die Möglichkeit zur Strafverfolgung der damals mehr als 30 Jahre zurückliegenden Verbrechen deutlich erweiterte.

## Politischer Hintergrund und Vorgeschichte
Argentinien war Ende der 1960er-Jahre in eine gesellschaftliche und politische Krise geraten. Unter der Militärdiktatur von Juan Carlos Onganía (1966–1970) und Roberto Levingston (1970–1971) kam es zur Spaltung zwischen Staatsmacht und Arbeiterbewegung. Letztere sympathisierte teils mit gewaltbereiten Organisationen wie den Montoneros, teils mit dem im Exil befindlichen Juan Perón und teils mit dem Sozialismus. Es kam zu gewaltsamen Unruhen und Volksaufständen, der heftigste war der so genannte Cordobazo (1969) mit 14–34 Toten, 200–400 Verletzten und 2000 Verhaftungen. Als letzter Ausweg erschien dem Regime die Demokratisierung. Der im Volk teilweise extrem populäre frühere Präsident Juan Perón kam nach mehreren Kurzzeitpräsidenten im Jahr 1973, aus dem Exil zurückgekehrt, wieder an die Macht, was zu einer kurzzeitigen Stabilisierung führte. Er starb jedoch wenig später. Nach seinem Tod im Juli 1974 wurde seine Frau Vizepräsidentin Isabel Perón („Isabelita“) Präsidentin. Unter ihrer Regierung verschärften sich die wirtschaftlichen und innenpolitischen Probleme weiter. Vor dieser instabilen Gesamtsituation wurde die Gewaltbereitschaft auf allen Seiten zunehmend höher, was sich vor allem in Bombenattentaten sowie Entführungen und der Ermordung der jeweiligen politischen Gegner zeigte.

## Geschichte

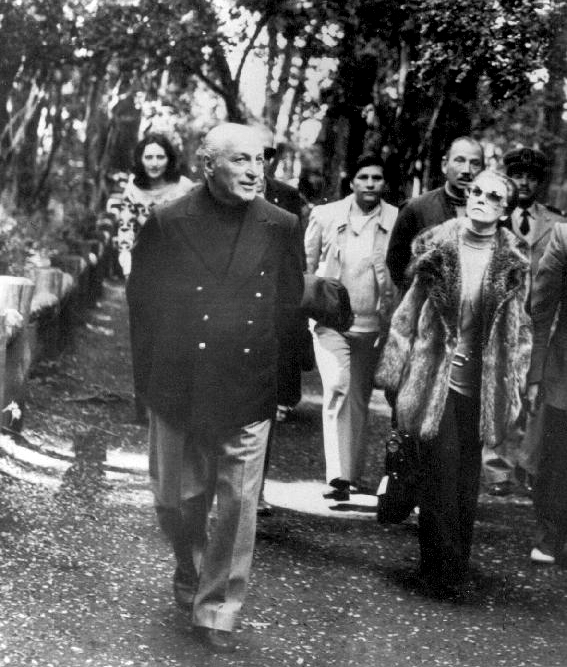
José López Rega, Sozialminister unter der Regierung von Juan Domingo Peron, gründete 1973 die Triple A als paramilitärische Kampf- und Terrorgruppe gegen linksstehende Gegner. Diese gehörten oft der peronistischen Partei an, in der auch Rega selbst Mitglied war.

Vor diesem Hintergrund wurde die AAA Ende 1973, also noch vor der Rückkehr Juan Peróns aus dem Exil und erneuten Präsidentschaft, von José López Rega gegründet. Rega war Sozialminister der Regierung Peróns und handelte im Einklang mit zahlreichen anderen argentinischen Spitzenpolitikern. Die AAA wurde mehr oder weniger offiziell mit der Entführung und Ermordung von „Subversiven“ beauftragt. Unter der Regierung Isabel Peróns, die nach dem Tod ihres Mannes Präsidentin wurde, wurde der Terror der Organisation noch härter.

### Zielsetzung und Opfer
Ziel der Verfolgung waren nicht allein Kommunisten, wie der Name vermuten lässt, sondern auch missliebige Personen innerhalb der peronistischen Regierungspartei Partido Justicialista. Die peronistische Bewegung war tief gespalten in einen konservativen, wirtschaftsfreundlichen Flügel und einen linksgerichteten Teil, der eine Art Sozialismus propagierte. Zu den Zielen des Terrors der AAA gehörten vor allem die Führungspersönlichkeiten der Montoneros, einer linksperonistischen Guerillabewegung, und der peronistischen Jugendorganisation Juventud Peronista. Die Marxistin und Psychoanalytikerin Marie Langer wurde 1974 von der AAA in die Emigration nach Mexiko-Stadt gezwungen. Aber auch unpolitische Regimegegner, unter ihnen viele Künstler und Intellektuelle, wurden heimlich entführt, gefoltert und ermordet. Die auf diese Weise meist spurlos und dauerhaft „verschwundenen“ Menschen wurden als Desaparecidos bekannt, was auf Spanisch „Die Verschwundenen“ bedeutet. Selbst die Schauspieler des erfolgreichen Spielfilms La Patagonia rebelde von Héctor Olivera (1974), in dem ein Arbeiteraufstand im Jahr 1920 geschildert wird, wurden mit Morddrohungen bedacht, da dem Film eine aufstachelnde und die staatliche Autorität untergrabende, also „subversive“ Wirkung nachgesagt wurde.
Wegen des Terrors der AAA begann noch unter der peronistischen Regierung die Flucht vieler Kulturschaffender ins Exil, was sich nach dem Staatsstreich 1976 unter der noch härter gegen Regimegegner durchgreifenden Militärdiktatur mit ihrem so genannten Prozess der Nationalen Reorganisation fortsetzte.

### Bedeutungsverlust und Transformation unter der Militärdiktatur ab 1976
Da von 1976 das Militär und informell und geheim agierende Polizeieinheiten die Ausübung innenpolitischen Terrors übernahmen, verlor die AAA allmählich ihre Bedeutung. Sie wurde von der Militärjunta allerdings noch einige Zeit als Schuldiger vorgeschoben, wenn es um den (zutreffenden) Verdacht ging, dass die Regierung massenhaft linke Oppositionelle entführen und ermorden ließ. Der argentinische Journalist und Schriftsteller Rodolfo Walsh schrieb dazu 1977 zum ersten Jahrestag der Diktatur aus dem Untergrund in seinem heute berühmten Offenen Brief eines Schriftstellers an die Militärjunta:

„Damit erledigt sich auch das Märchen allfälliger Banden des Rechtsterrorismus und mutmaßlicher Erben von López Regas »Triple A«, denn wie sollten diese ohne das Wissen von General Videla, Admiral Massera, Brigadier Agosti [vermutlich eine Falschübersetzung seines Rangs Brigadegeneral] in Militärfahrzeugen die größte Garnison des Landes passieren, den Grund des Río de la Plata mit Toten bedecken und aus Transportmaschinen der I. Brigade Gefangene ins Meer werfen können? Die »Triple A« – das sind heute die drei Teilstreitkräfte, und die Militärjunta, der Sie vorstehen, ist keineswegs das Zünglein an der Waage oder der gerechte Schlichter zwischen »zwei Fronten des Terrorismus«, sondern die Quelle des Terrors selbst, der inzwischen jede Orientierung verloren hat und nur noch die  Sprache des Todes kennt.“

Bereits kurz nach der Machtübernahme 1976 hatte General Luciano Benjamín Menéndez großangelegte „Säuberungsaktionen“ angekündigt und dabei auch den Tod von, selbst nach Maßstäben der Junta, Unschuldigen angekündigt:

„Wir werden 50.000 Menschen töten müssen. 25.000 Subversive, 20.000 Sympathisanten und wir werden 5.000 Fehler machen.“

Bis zum Ende der Diktatur 1983 wurden bis zu 30.000 Menschen von den Militärs ermordet, von denen ein großer Teil spurlos und dauerhaft gewaltsam verschwand. Dabei leugnete die Diktatur bis zu ihrem Ende 1983 und darüber hinaus konsequent, auch nur das Geringste mit dem ungeklärten Verschwinden all der Menschen zu tun zu haben. Diese Vorgänge belasten die argentinische Gesellschaft bis heute, obwohl mittlerweile eine effiziente juristische Aufarbeitung des damaligen Massenmords begonnen hat, siehe auch Aufarbeitung der argentinischen Militärdiktatur.